# Sint-Laurentiuskerk (Oudorp)
De Sint-Laurentiuskerk is een rooms-katholieke kerk aan de Herenweg 77 in Oudorp.
De kerk werd gebouwd door architect Evert Margry. Hij ontwierp een driebeukige pseudobasiliek in neogotische stijl. Het schip heeft acht traveeën. Aan de voorzijde staat een toren boven de ingang. De eerste steen werd gelegd op 3 juli 1879, op 12 september 1880 werd de kerk in gebruik genomen. De kerk werd gewijd aan de heilige Laurentius van Rome.
De Laurentiuskerk is een rijksmonument, evenals de tuin, een priestergraf en de pastorie.
Sinds 2002 is de kerk als rijksmonument opgenomen op de monumentenlijst.